# Rowena Morse
Rowena Morse (* 16. Juli 1870 in Ithaca, New York (Bundesstaat); † 3. März 1958 in Chicago) war eine US-amerikanische Theologin, Philosophin und Kunsthistorikerin. Sie wurde 1904 an der Universität Jena als erste Frau promoviert.

## Leben
Rowena Morse studierte ab 1887 an der State University of Iowa und erlangte 1891 den Bachelor of Science. Anschließend unterrichtete sie an einer High School in Omaha. In den Jahren 1899 bis 1901 hörte sie Vorlesungen an der Universität von Chicago, bevor sie 1901 zu einem Studienaufenthalt nach Deutschland kam. Dort war sie fünf Semester lang Gasthörerin in Berlin und besuchte Vorlesungen in den Fächern Theologie, Geologie und Kunstgeschichte, unter anderem bei Carl Frey, Immanuel Friedländer, Adolf von Harnack, Georg Simmel und Heinrich Wölfflin.
Jena
Da ihr Promotionsgesuch in Berlin abgelehnt wurde, wechselte Rowena Morse nach Jena, wo sie Lehrveranstaltungen von Rudolf Eucken, Botho Graef und Paul Weber besuchte. Von Eucken ermutigt, beschloss sie, ihre in Berlin zur Promotion abgelehnte Arbeit Über den Widerspruch im Wahrheitsbegriff in Lockes Erkenntnislehre an der Philosophischen Fakultät der Universität Jena zur Promotion einzureichen.
Obwohl die Universität Jena vier Jahre zuvor den Promotionsantrag der US-Amerikanerin Lucinda Pearl Boggs abgelehnt hatte und das Frauenstudium in Jena erst ab 1907 erlaubt war, gab sie dem auf den 8. Juni 1904 datierten offiziellen Promotionsgesuch von Rowena Morse am 11. Juni 1904 statt. Die mündliche Promotionsprüfung legte Rowena Morse am 30. Juli 1904 ab und erhielt das Gesamtprädikat „magna cum laude“. Die Arbeit wurde im selben Jahr bei Anton Kämpfe in Jena gedruckt.
Morse war im Jahr 1933 erneut in Deutschland: Sie hielt Philosophie-Vorlesungen an der Weimar-Jena Sommer-Akademie und soll damit die erste Philosophie-Dozentin an einer deutschen Universität gewesen sein. Im selben Jahr wurde im Universitätshauptgebäude der Universität Jena eine Gedenktafel für Morse aus Marmor eingeweiht, die Jahre zuvor vom Chicago Woman’s Club vorgeschlagen wurde. Für den Festakt waren alle 206 Frauen eingeladen, die seit 1905 an der Jenaer Universität erfolgreich promoviert hatten. Der Verbleib der Tafel ist heute ungeklärt. Vermutlich ist sie in den Wirren des Kriegsendes 1945 verschollen. Zum 100-jährigen Jubiläum der Promotion von Rowena Morse wurde die Tafel am 2. Juni 2004 erneuert. Die damalige Thüringer Ministerin für Wissenschaft, Forschung und Kunst Dagmar Schipanski lobte Morse mit den Worten, dass diese „in Thüringen Pionierarbeit geleistet“ habe und „damit beispielgebend für viele andere Frauen“ gewesen ist.

## Wirken
Rowena Morse kehrte nach ihrer Promotion in die Vereinigten Staaten zurück, heiratete 1912 den Reverend Newton M. Mann (1836–1926) und wurde 1906 in Illinois ordiniert. Bis 1925 war sie als Pfarrerin in verschiedenen unitarischen Pfarrgemeinden tätig, ab 1911 in Chicago, wo sie von 1912 bis 1916 nebenamtlich die Western Unitarian Conference leitete. Seit 1919 trat sie als Rednerin für die Association for the League of Nations auf. 1921 predigte sie als erste Frau in der Harvard University’s Andover Chapel. Sie engagierte sich für das Frauenwahlrecht und wurde zur Führerin der Frauenwahlrechtsbewegung in Chicago.
Nach dem Tod ihres Mannes im Jahr 1926 widmete sie sich verstärkt der Lehre und hielt Vorlesungen auf den Gebieten der Soziologie, Politik, Ethik und Kunst. 1933 hielt sie Vorlesungen an verschiedenen deutschen Universitäten, unter anderem in Jena.

## Ehrungen
Der Chicago Woman’s Club, dessen Ehrenmitglied Morse war, stiftete eine Rowena-Morse-Gedenktafel für die Thüringische Landesuniversität Jena, die 1933 enthüllt, später jedoch entfernt wurde und verschollen blieb. Im Jahr 2004 wurde im Hauptgebäude der Friedrich-Schiller-Universität eine neue Tafel zum ehrenden Gedenken an die erste Doktorin der Alma Mater Jenensis angebracht.

## Veröffentlichungen
- Über den Widerspruch im Wahrheitsbegriff in Lockes Erkenntnislehre, Jena 1904
- Theories of Knowledge, 1904
- Moral Education and the Scientific Method, 1925